# Вторая англо-маратхская война
Вторая англо-маратхская война (1803—1805) — вторая из серии войн между Британской Ост-Индской компанией и Маратхской конфедерацией.

## Предыстория
После разгрома Майсура исчез последний центр сопротивления британской экспансии в Южной Индии. Генерал-губернатор Ричард Уэлсли поставил задачу подорвать могущество маратхов. Повод для вмешательства во внутримаратхские междоусобицы возник тогда, когда в 1802 году разгромленный в битве при Пуне пешва Баджи-рао II бежал под британскую защиту. В декабре 1802 года пешва подписал с британцами Бассейнский договор, по условиям которого в обмен на военную помощь отдал в руки Компании всю внешнюю политику маратхского государства, а также пошёл на территориальные уступки. Главные соперники пешвы — правители княжеств Гвалиор (из династии Шинде) и Нагпур (из династии Бхонсле) не признали британского протектората.

## Ход войны
Враждующие между собой маратхские князья не сумели объединиться против общего врага. В сентябре 1803 года генерал Джерард Лейк разбил войска Шинде в битве при Дели, а Артур Уэлсли — при Асаи. В ноябре силы Шинде были разбиты при Ласвари, а силы Бхонсле — при Адгаоне.
Разгромив Шинде и Бхонсле, Лейк занял Дели, обрушился на Агру и сместил императора Моголов. Раджа Индаура из династии Холкар оказал упорное сопротивление, но в конце концов также был побеждён.

## Итоги и последствия
Хотя маратхи были разгромлены и понесли существенные территориальные потери, дорогая кампания Ричарда Уэлсли весьма смутила чиновников в Лондоне. Самовольный удар по Холкару стал последней каплей. Уэлсли был с позором отозван из Индии, для стабилизации ситуации Шинде и Холкару возвратили часть отнятых владений.
Однако маратхам оказалось не под силу содержать свои вооружённые силы, и многотысячные ополчения, предводительствуемые бывшими военачальниками маратхских князей, стали совершать регулярные набеги как на различные княжества, так и на территории, подконтрольные британцам. Необходимость обуздания этих банд привела к третьей англо-маратхской войне.